# Дае
Дае́ (кит. упр. 大冶, пиньинь Dàyě, буквально: «крупная выплавка») — городской уезд городского округа Хуанши провинции Хубэй (КНР).

## История
Во времена империи Тан в 905 году в этих местах была организована выплавка металла. В 967 году был создан уезд, получивший название Дае (大冶县).
После образования КНР в 1949 году был создан Специальный район Дае (大冶专区), в состав которого вошёл уезд, и при этом на базе посёлка Хуанши и волости Телу был создан Индустриально-горнодобывающий особый район Дае (大冶工矿特区). В августе 1950 года Индустриально-горнодобывающий особый район Дае был преобразован в город Хуанши (黄石市), напрямую подчинённый властям провинции Хубэй.
В 1952 году Специальный район Дае был расформирован, и уезды Дае и Янсинь перешли в состав Специального района Хуанган (黄冈专区). В январе 1959 года уезд Дае был передан в подчинение властей города Хуанши; в декабре того же года уезд был расформирован, а его территория была включена в состав города. В 1962 году уезд Дае в составе города Хуанши был воссоздан.
В 1994 году уезд Дае был преобразован в городской уезд.

## Административное деление
Городской уезд делится на 5 уличных комитетов, 10 посёлков и 1 волость.